# Ilja Własow

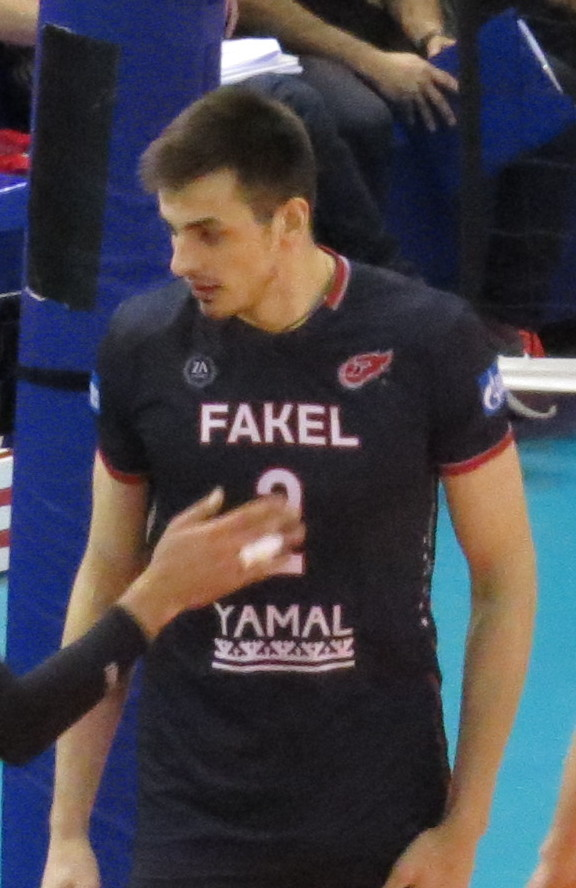
Ilja Własow podczas finału Pucharu Challenge 2017

Ilja Siergiejewicz Własow (ros. Илья Сергеевич Власов; ur. 3 sierpnia 1995 w Kumiertau) – rosyjski siatkarz grający na pozycji środkowego, reprezentant Rosji.

## Sukcesy klubowe
Mistrzostwo Młodej Ligi Rosyjskiej:
- 2014
- 2013

Puchar Challenge:
- 2017
- 2016

Puchar Rosji:
- 2020

Puchar CEV:
- 2021

Mistrzostwo Rosji:
- 2021

Superpuchar Rosji:
- 2021

## Sukcesy reprezentacyjne
EEVZA:
- 2011, 2012, 2013

Mistrzostwa Europy Kadetów:
- 2013[1]

Mistrzostwa Europy Juniorów:
- 2014

Igrzyska Europejskie:
- 2015[2]

Letnia Uniwersjada:
- 2015

Mistrzostwa Europy:
- 2017

Liga Narodów:
- 2018

Memoriał Huberta Jerzego Wagnera:
- 2018

## Nagrody indywidualne
- 2013 - Najlepszy blokujący Mistrzostw Europy Kadetów[3]
- 2014 - MVP Młodej Ligi Rosyjskiej